# Cissampelos
Cissampelos és un gènere de plantes de flor de la família de les menispermàcies. Diverses espècies d'aquest gènere tenen una rica història d'ús tradicional en el tractament de l'asma, la tos, la febre, l'artritis, l'obesitat, la disenteria, la mossegada de serp, la icterícia i els problemes de cor, de pressió sanguínia i relacionats amb la pell. A més, moltes d'aquestes plantes eren utilitzades tradicionalment com a curare aplicat com a verí de fletxa durant la cacera.

## Algunes espècies
Té 21 espècies acceptades i 1 nova espècie descoberta.
- Cissampelos andromorpha DC.
- Cissampelos arenicola Ortiz RdC, MH Nee. 2014 Nova espècie[2]
- Cissampelos capensis L.f.
- Cissampelos fasciculata Benth.
- Cissampelos friesiorum Diels
- Cissampelos glaberrima A.St.-Hil.
- Cissampelos grandifolia Triana & Planch.
- Cissampelos hirta Klotzsch
- Cissampelos hispida Forman
- Cissampelos laxiflora Moldenke
- Cissampelos mucronata A.Rich.
- Cissampelos nepalensis Rhodes
- Cissampelos nigrescens Diels
- Cissampelos ovalifolia DC.
- Cissampelos owariensis P.Beauv. ex DC.
- Cissampelos pareira L.
- Cissampelos rigidifolia (Engl.) Diels
- Cissampelos sympodialis Eichler
- Cissampelos tenuipes Engl.
- Cissampelos torulosa E.Mey. ex Harv. & Sond.
- Cissampelos tropaeolifolia DC.
- Cissampelos verticillata Rhodes